# Eroare categorială
O greșeală categorială, sau o eroare categorială este o eroare semantică sau ontologică prin care o proprietate este atribuită unui lucru care nu poate sub nici o formă sa posede acea proprietate. De exemplu afirmația: “merele au aripi” este o afirmație corectă sintactic dar conține un non-sens deoarece atribuie în mod incorect o proprietate care nu se află în extensiunea obiectului măr. Acest termen “eroare categorială” este introdus de Gilbert Ryle în “The Concept of Mind”  pentru a renunța la ceea ce el afirma ca fiind o confuzie în metafizica carteziană: natura minții. Astfel, se susține faptul că mintea este tratată în mod eronat ca un obiect făcut dintr-o substanță imaterială.